# Holocaustul evreilor transilvăneni
Din nordul Transilvaniei, sub administrație maghiară, au fost trimiși spre exterminare în total circa 166.000 de evrei, din care circa 15.000 în 1941. 
În dimineața zilei de 3 mai 1944, la ora 5, a început concentrarea evreilor din zona II spre ghetouri. Evreii din Maramureș, Satu Mare și Baia Mare au fost concentrați în 11 ghetouri, iar evreii din Cluj, Bistrița și Oradea au fost izolați prin Decretul nr. 6163/1944. La 10 mai 1944, toți evreii erau concentrați. Germania l-a însărcinat pe Edmund Veesenmayer să raporteze numărul celor din ghetouri, în raportul din 11 mai 1944 figurând pe listă 325.000 de persoane. După ce evreii au fost înghesuiți în spații neamenajate, fără facilități sanitare, autoritățile maghiare au invocat pericolul epidemiilor, cerând deportarea cât mai grabnică a celor închiși.
„Eu am trecut la începutul lui aprilie [1944] prin Munkács, să supraveghez ghetoizarea. S-a prezentat la mine comandantul jandarmeriei din Sighetul Marmației și mi-a spus că nu este în stare să efectueze [...] ghetoizarea în Sighetul Marmației, din lipsa clădirilor corespunzătoare, a instalațiilor sanitare. Trebuie să-și abandoneze activitatea sau să i se ia «surplusul de oameni» și să fie duși în vestul Ungariei sau chiar în Germania...
Cum am sosit la Budapesta, m-am îndreptat spre Eichmann și i-am atras atenția: Baky îl va chema în curând la telefon și îi va cere să decidă. La prânz, între orele 2 și trei, ne-am întâlnit în cabinetul lui Baky [...] Secretarul de stat Baky i-a povestit lui Eichmann care este situația în Maramureș, apoi a spus:
 " Te întreb deci, dragă Adolf, să abandonez ghetoizarea sau ești dispus să-i preiei de la noi pe evrei?"
— Mein lieber Laci' (Dragul meu Laci), cu aprobarea pe care mi-a remis-o forul meu superior, pot să-ți declar imediat, acum, că suntem gata să vă preluăm toți evreii.
 Discuția n-a durat nici 15 minute.”—SS-Hauptsturmführer Dieter Wisliceny, mărturie din 1946
Trenurile cu deportați din Transilvania de Nord care au trecut prin Kassa (Cașovia) în 1944: date, originea transporturilor și numărul de deportați.
| - 16 mai Sighetu Marmației 3.007 - 17 mai Ökörmező (azi Ucraina) 3.052 - 18 mai Sighetu Marmației 3.248 - 19 mai Vișeu de Sus 3.032 - 19 mai Satu Mare 3.006 - 20 mai Sighetu Marmației 3.104 - 21 mai Vișeu de Sus 3.013 - 22 mai Sighetu Marmației 3.490 - 22 mai Satu Mare 3.300 - 23 mai Vișeu de Sus 3.023 - 23 mai Oradea 3.110 - 25 mai Oradea 3.148 - 25 mai Cluj 3.130 - 25 mai Aknaszlatina (azi Ucraina) 3.317 - 25 mai Vișeu de Sus 3.006 - 26 mai Satu Mare 3.336 - 27 mai Târgu Mureș 3.183 - 28 mai Dej 3.150 - 28 mai Oradea 3.227 - 29 mai Cluj 3.417 - 29 mai Satu Mare 3.306 - 29 mai Oradea 3.166 - 30 mai Târgu Mureș 3.203 | - 30 mai Oradea 3.187 - 30 mai Satu Mare 3.300 - 31 mai Cluj 3.270 - 31 mai Baia Mare 3.073 - 31 mai Șimleu Silvaniei 3.106 - 1 iunie Oradea 3.059 - 1 iunie Satu Mare 2.615 - 2 iunie Bistrița 3.106 - 2 iunie Cluj 3.100 - 3 iunie Oradea 2.972 - 3 iunie Șimleu Silvaniei 3.161 - 4 iunie Reghin 3.149 - 5 iunie Oradea 2.527 - 5 iunie Baia Mare 2.844 - 6 iunie Dej 3.160 - 6 iunie Bistrița 2.875 - 6 iunie Șimleu Silvaniei 1.584 - 8 iunie Dej 1.364 - 8 iunie Cluj 1.784 - 8 iunie Târgu Mureș 1.163 - 9 iunie Cluj 1.447 - 27 iunie Oradea 2.819 |

Datele au fost strânse de comandantul gării din Cașovia, Miklós Gaskó ("Halálvonatok" Menóra, Toronto, 1984, pp. 4-12).

## Supraviețuitori
- Yehuda Amital, născut Yehuda Klein, (n. 1924), ministru în cabinetul statului Israel
- Miklós Nyiszli (1901-1956), medic
- Ana Novac (1924-2010), scriitoare
- Elie Wiesel (1928-2016), laureat al Premiului Nobel pentru Pace
- Violeta Friedman (1930-2000)

## Legături Externe
Holocaustul în nordul Transilvaniei Arhivat în 14 octombrie 2013, la Wayback Machine.